# Fernmeldemuseum Dresden

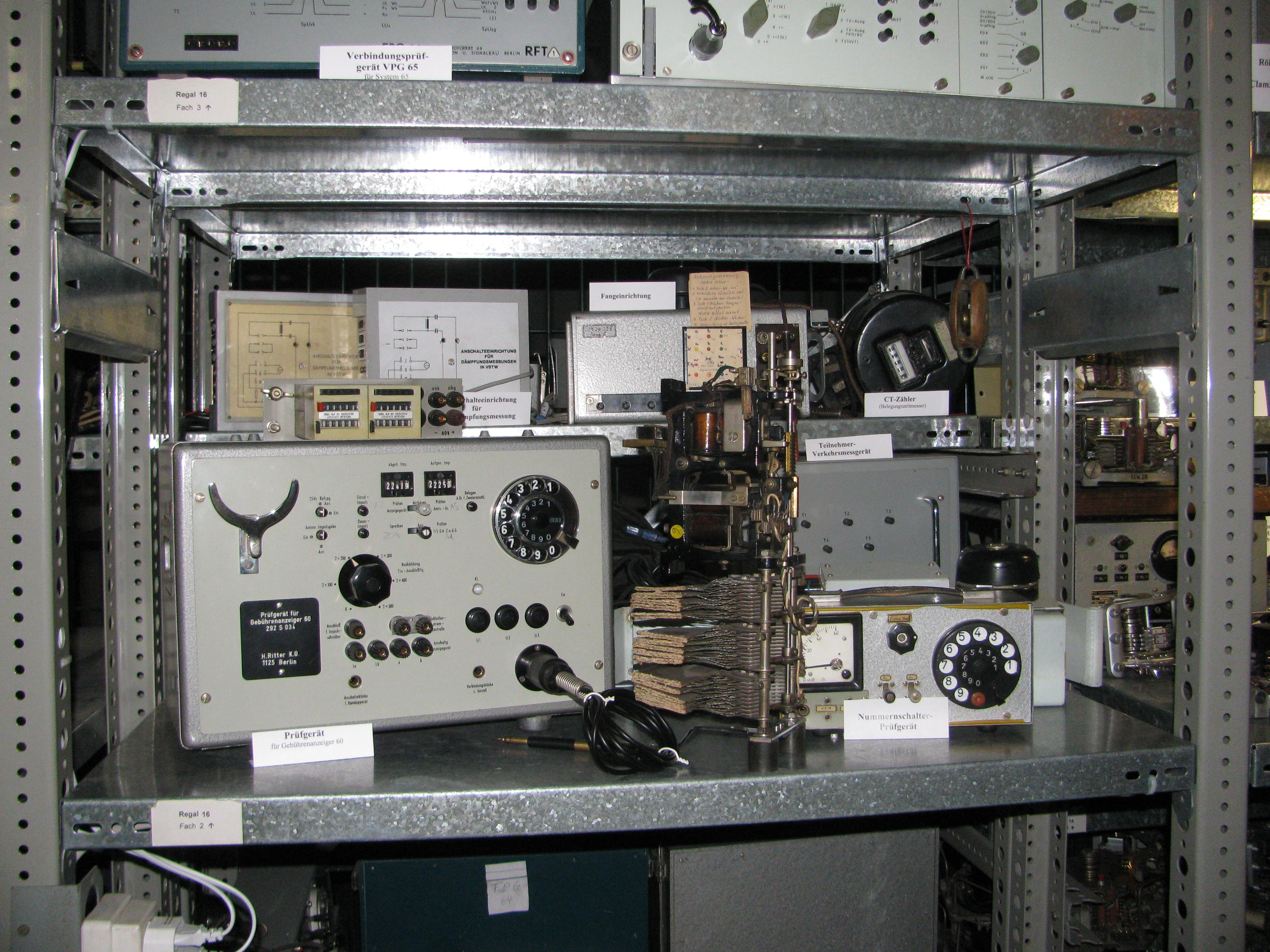
Teile der Sammlung des Fernmeldemuseums

Das Fernmeldemuseum Dresden ist ein von der Interessengemeinschaft Historische Fernmeldetechnik e. V. in Dresden betriebenes Technikmuseum mit den Schwerpunkten Telefonie und Telegrafie. Es befindet sich im Gebäudekomplex der Telekom, unweit des Dresdner Postplatzes.

## Standort
Das Museum befindet sich im Stadtzentrum im Telekom-Gebäude am Postplatz. In der Nähe befinden sich weitere Museen im Zwinger und im Dresdner Residenzschloss.

## Ausstellungen und Veranstaltungen
Die ca. 600 m2 große Ausstellungsfläche befindet sich in der 2. Etage des Fernmeldegebäudes. Der Zugang ist derzeit nicht barrierefrei.
Die Ausstellungsfläche ist zweigeteilt: Im ersten Abschnitt befinden sich der Bereich der Endgeräte und Nebenstellenanlagen. Außerdem sind eine Vielzahl von Funktionsmodellen ausgestellt, die besonders für Kinder- und Jugendgruppen als Anschauungsmaterial genutzt werden. Fast alle Exponate des Museums sind betriebsbereit angeschlossen und können von den Besuchern zum Teil auch selbst bedient werden. 
Im zweiten Abschnitt befindet sich ein weitestgehend originalgetreu aufgebauter Wählersaal, wie er in vielen analogen Vermittlungsstellen bis weit in die 1990er Jahre anzutreffen war. Auch hier ist der Großteil der ausgestellten Exponate, z. B. Wahlvermittlungssysteme, Fernschreibmaschinen, Uhrenanlagen usw. betriebsbereit und wird den Besuchern gerne vorgeführt.
Die Besichtigung des Museums ist nur im Rahmen von Führungen möglich, dazu öffnet das Museum jeden ersten Samstag im Monat.
Neben den technischen Exponaten gehört auch eine umfangreiche technische Bibliothek zum Museum. Die Ergebnisse aus der Erforschung der Fernmeldegeschichte werden sowohl in eigenen Publikationen als auch in Vorträgen, z. B. zum Dresdner Markt für Geschichte und Geschichten, veröffentlicht.

## Geschichte
Das erste handvermittelte Stadtfernsprechamt in Dresden wurde 1882 eröffnet. Die Geschichte der elektromechanischen Vermittlungssysteme begann in Dresden mit der Einschaltung des Selbstanschlussamtes am Dresdner Postplatz. Dieses Gebäude in unmittelbarer Nähe des jetzigen Museums (vor der Einfahrt der Altmarkt-Galerie) wurde im Zweiten Weltkrieg schwer beschädigt und musste in den 1950er Jahren abgerissen werden. Viele der anderen Vermittlungsstellen im Dresdner Stadtgebiet, wie z. B. Dresden-Neustadt, Dresden-Loschwitz und andere, wurden jedoch mit der aus den 1920er Jahren stammenden Technik bis 1995 weiter betrieben. Dabei kam im Lauf der Jahre modernere Technik hinzu.
Im Zuge der Digitalisierung wurde ab 1991 die komplette Technik aus sieben Jahrzehnten außer Betrieb genommen und teilweise zwischengelagert. 
Der Verein Interessengemeinschaft Historische Fernmeldetechnik e. V. wurde am 20. Oktober 1999 mit dem Ziel gegründet, wichtige Elemente dieser Technik wieder aufzubauen und betriebsfähig zu erhalten. Die Vereinsmitglieder des Vereines betreiben das Fernmeldemuseum ausschließlich ehrenamtlich.